# Référendums de 2020 en Californie
Treize référendums ont lieu en 2020 en Californie, un le 3 mars, et les douze autres le 3 novembre 2020. La population est notamment amenée à se prononcer sur les éléments suivants :
- Légalisation de la discrimination ;
- Droit de vote des condamnés pour délits :
- Droit de vote aux primaires à dix sept ans ;
- Fin du système des cautions ;
- Statut des conducteurs des services par applications ;
- Taxation des achats de terrain ;
- Contrôle des loyers ;